# Calle Cabana
La Calle Cabana, también conocida como camino de la Cabana, es una calle situada en el municipio español de Marrachí, perteneciente a la comunidad autónoma de las Islas Baleares. Su nombre hace referencia a La Cabana, una antigua posesión situada por donde hoy pasa la autopista Ma-13. Lo que actualmente es la calle fue antaño el camino que unía las casas de dicha finca —cuyos terrenos abarcaban la barriada homónima— con la carretera de Inca. La calle está situada en la localidad de Puente de Inca y constituye uno de sus principales ejes circulatorios. Se extiende desde la avenida de Antonio Maura hasta la Carretera de Buñola. Con una longitud de 2025 metros es una de las vías urbanas más extensas del municipio, junto con la calle Oleza en la localidad de La Cabaneta.

## Historia
Los orígenes de la calle Cabana se remontan al camino que unía la carretera de Inca con la posesión de La Cabana. Si bien dicho predio aparece en los catastros de 1860 como una propiedad perteneciente a la familia Miró, el camino es más reciente, de principios del siglo XX. En 1922 se llevó a cabo la unión del camino de la Cabana con la carretera de Buñola y dos años más tarde era declarado de utilidad pública.

## Lugares de interés
Estación de tren

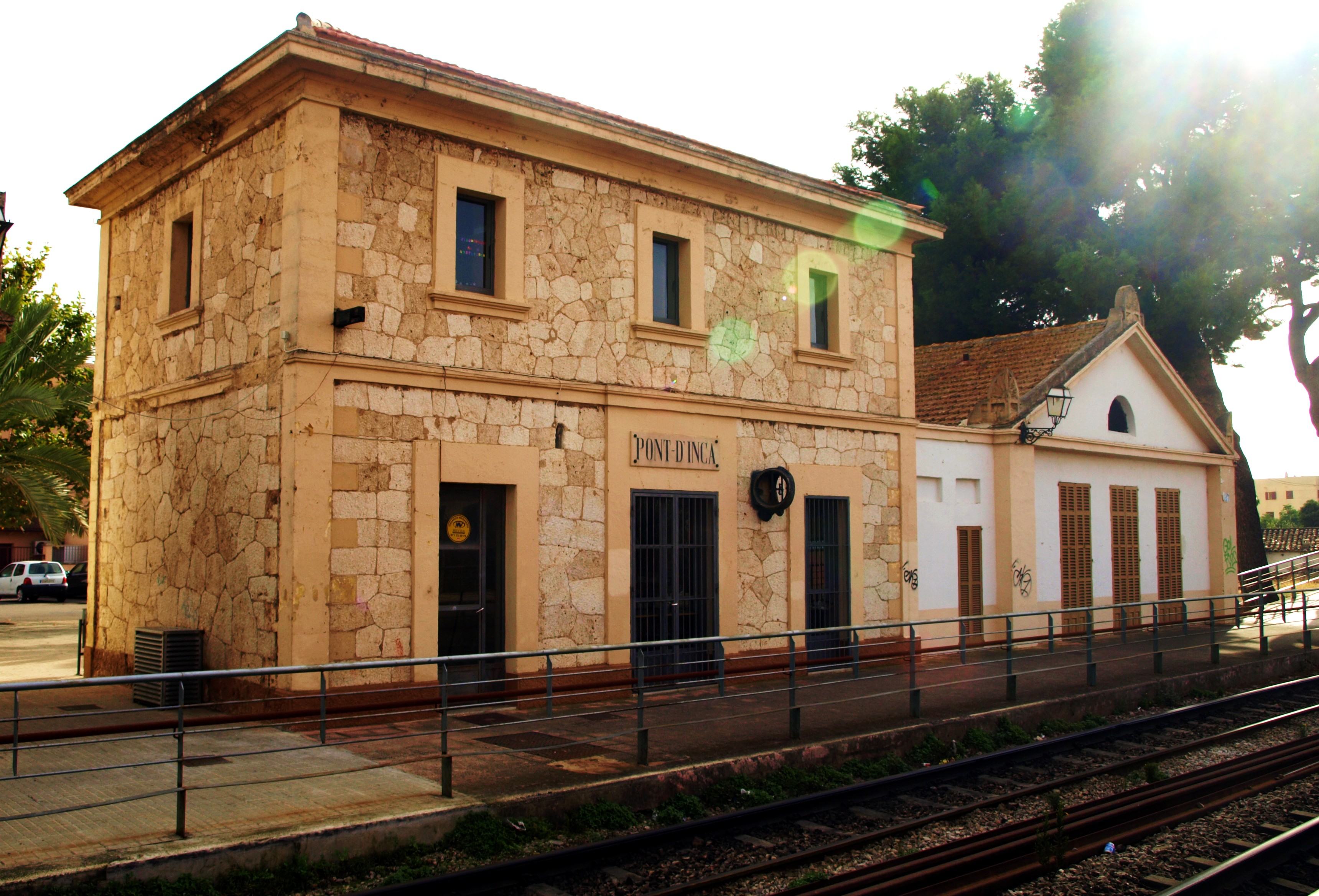
Estación de Puente de Inca.

Se trata de una estación de ferrocarril perteneciente a la línea entre Palma de Mallorca e Inca. Fue inaugurada el 24 de febrero de 1875 y diseñada por el ingeniero Eusebio Estada. Originalmente estaba ubicada en un contexto fabril, aunque los vagones de mercancías y las factorías dieron paso al metro y a las urbanizaciones residenciales. El conjunto está formado por tres edificaciones; destaca el cuerpo central, que es el antiguo edificio de viajeros y cuyo diseño es idéntico al de otras estaciones como Alaró-Consell o Lloseta, además de construcciones propias de un apeadero ferroviario. Se trata de un edificio de estilo tradicional, de planta cúbica y cubierta plana. Consta de dos pisos —si bien originalmente solo había uno—, con una moldura en la separación de plantas y rematado por una cornisa. Los dos cuerpos auxiliares, de reminiscencias más clasicistas, son de una sola planta rectangular y tejado a doble vertiente. Anteriormente hubo un vial de la estación que prestaba servicio a Harinera Balear, pero fue retirado en los años 1960 cuando Ferrocarriles de Mallorca suprimió los servicios de transporte de mercancías. Cabe destacar también la existencia de una torre de agua en la parte posterior del complejo, de forma octogonal y hecha de piedra, pero que fue derruida.
Fábrica de Ses Llistes
La fábrica de Ses Llistes se abrió en 1924 y estaba ubicada en el número 31. Era propiedad de la familia Mayol, originaria de Sóller, y se dedicaba a la fabricación y exportación de productos textiles. Se trata de un edificio de grandes dimensiones, ubicado sobre una parcela de 1500 m², y construido con muros de ladrillo. Destaca su chimenea, similar a la de Harinera Balear. Cesó su actividad en la década de 1970 y estuvo abandonada hasta el año 1980, cuando su propietario, el empresario Damián Mayol, cedió gratuitamente el espacio a una cooperativa siempre y cuando se destinara a fines educativos. La cooperativa rehabilitó el edificio y comenzó a impartir clases en septiembre del mismo año. Desde entonces la antigua factoría ha constituido el colegio Liceo Balear, popularmente conocido como Es Liceu.
Bodegas Suau
Fábrica licorera que elabora el Brandy Suau 15, Brandy Suau 25, Brandy Suau 50 y Brandy Suau Orange, de cuya producción gran parte se destina a la exportación. También comercializan su Gin Suau, elaborado en Inglaterra según una fórmula antigua de las bodegas. Se encuentra en los solares de la antigua Sa Farinera. En 1851, Joan Suau i Bennassar, marino mercante fundó las Bodegas Suau. También se la conoce como la del barquito, ya que en la etiqueta lleva la embarcación El Mallorquin que era propiedad de Joan Suau i Bennassar. Existe un pequeño museo donde se pueden observar alambiques ya en desuso, el pozo original de la fábrica del siglo XIX y la destilería de este brandy mallorquín. Se descubrió recientemente un túnel de 45 metros en las bodegas de lo que sería el antiguo sótano de Sa Farinera que comunica con la característica chimenea.

## Transporte
En el número 3 de la calle se encuentra la estación ferroviaria de la localidad. Es propiedad de Servicios Ferroviarios de Mallorca (SFM), compañía dependiente del Gobierno de las Islas Baleares que gestiona los servicios de tren y metro públicos de la isla. Desde el 13 de marzo de 2013 forma parte de la línea M2 del metro de Palma de Mallorca, que conecta las estaciones de Plaza de España y Marrachí. Esta línea metropolitana comparte vía con las líneas de tren. Los servicios de la línea M2 se limitan a los días laborables, por lo que durante los sábados, domingos y festivos, así como durante los meses de julio y agosto, cuentan con una parada en la estación las líneas T2 y T3.